# Вільям Гаррелл Фелтон
Ві́льям Га́ррелл Фе́лтон (англ. William Harrell Felton; 19 червня 1823 , Лексінгтон, Джорджія  — 24 вересня 1909 , Картерсвілл, Джорджія ) — американський політик, військовий хірург і методистський священник. Чоловік Ребекки Латімер Фелтон, першої жінки-сенаторки у США. Фелтон тричі обирався до Палати представників США як незалежний демократ, був різким критиком комерційних та фінансових інтересів та прихильником повернення до золотого стандарту.

## Життєпис

### Молодість
Вільям Гаррелл Фелтон народився 19 червня 1823 року поблизу Лексінгтона, штат Джорджія. Фелтон навчався в Університеті Джорджії в Атенах, який закінчив 1843 року. Потім упродовж року навчався в Медичному коледжі Джорджії в Огасті, а наступні сім років практикував медицину, вчителював та займався землеробством у Картерсвіллі.
1851 року Фелтон був обраний членом Палати представників Джорджії, представляв там округ Касс (нині — округ Бартоу). У жовтні 1853 року Фелтон одружився з Ребеккою Ен Латімер у її будинку, потім вони переїхали жити на його плантацію на північ від Картерсвілля. Подружжя мало п'ятьох дітей: одну дочку та чотирьох синів. Усі їхні діти, за винятком Говарда Ервіна Фелтона, померли у дитячому віці. Після Громадянської війни плантації Фелтонів було знищено. Оскільки тепер вони не могли покладатися на рабську працю як засіб отримання прибутку, Вільям знову вдався до фермерства, а згодом, накопичивши гроші, відкрив приватну школу. Подружжя заснувало Фелтонівську академію (англ. Felton Academy) в Картерсвіллі, де вони обидва викладали.
Вільям Фелтон був висвячений як методистський священник 1857 року. Служив хірургом під час Громадянської війни в США.

### Політичний шлях
Бувши до того членом Палати представників Джорджії, 1874 року Фелтон балотувався в Палату представників США від 7 округу Джорджії, розташованому в північно-західній частині штату. Він кандидував як незалежний демократ, орієнтований на реформи. Фелтонові, всупереч опозиції бурбонних демократів, що домінували в Джоржії, вдалося виграти вибори. Активну участь у виборчій кампанії брала його дружина Ребекка, яка допомагала планувати стратегію та дописувала політичні коментарі, часто під псевдонімом, до щоденної та щотижневої преси штату.